# Siège du château d'Oshi
Le siège du château d'Oshi de 1590 est une des nombreuses batailles des campagnes de Toyotomi Hideyoshi contre le clan Go-Hōjō au cours de l'époque Azuchi Momoyama de l'histoire du Japon.
Le château d'Oshi, contrôlé par le clan  Narita vasal du clan Go-Hōjō, est attaqué par Ishida Mitsunari, un des principaux vassaux de Toyotomi. 
Tout au long de ce siège, Mitsunari utilise une stratégie déjà employée par Toyotomi Hideyoshi et qui consiste à détourner le cours d'une rivière afin d'inonder l'ensemble de la zone du château. Pourtant, les défenseurs du clan Narita, obligés des Hōjō, tiennent jusqu'à la chute du bastion Hōjō à Odawara.

## Source de la traduction
- (en) Cet article est partiellement ou en totalité issu de l’article de Wikipédia en anglais intitulé « Siege of Oshi » (voir la liste des auteurs).